# ブスピロン
ブスピロン（Buspirone）は、ブスパール（Buspar）のなどの商品名で販売されている、主に不安障害、特に全般性不安障害の治療に用いられる医薬品である。短期間の使用については効果的であるとされる。精神病の治療に効果的であるかは確立されていない。投与法は経口であり、効果が得られるまでに4週間ほどかかる場合がある。
ブスピロンの一般的な副作用には、吐き気、頭痛、めまい、集中力の低下、などがあげられる。重度の副作用には、幻覚、セロトニン症候群、発作、などがあげられる。妊娠中の人への投与は安全とされているが十分な研究はされておらず、授乳中の人への投与は推奨されていない。ブスピロンはセロトニン5-HT1A受容体アゴニストである。 
ブスピロンは1968年に最初に製造され、1986年に米国で医薬品としての使用が承認された。後発医薬品として入手できる。日本では承認されていない。